# Tetrablemma viduum
Espèce
Synonymes
- Hexablemma viduum Brignoli, 1974

Tetrablemma viduum est une espèce d'araignées aranéomorphes de la famille des Tetrablemmidae.

## Distribution
Cette espèce est endémique d'Angola.

## Publications originales
- Brignoli, 1974 : Tetrablemmidae (Araneae) dell'Angola e della Zaire. Publicaçoes culturais da Companhia de Diamantes de Angola, vol. 88, p. 177-196.